# Házi len
A házi len vagy csak egyszerűen a len (Linum usitatissimum) a valódi kétszikűek (eudicots) közé sorolt lenfélék (Linaceae) családjának névadó faja, az ősidők óta ismert és termesztett ipari növény: rost-, olaj- és egyúttal gyógynövény.

## Származása, elterjedése
Egyes források szerint Egyiptomból, mások szerint Mezopotámiából, a Perzsa-öböl vidékéről származhat, de 4–5000 éve már mindkét térségben elterjedt. Európában az i.e. 5–4. században válthatta fel a keskenylevelű lent (Linum angustifolium). 

## Megjelenése, felépítése
Legfeljebb 1 méter magasra növő szára a legtöbbször egyenesen áll, és csak a virágzatnál ágazik el.
Világoszöld  levelei keskenyek.
Virága halványkék vagy fehér. Toktermésében (a lengubóban) legfeljebb tíz fényes, sárgásbarna olajos mag fejlődik.

## Életmódja, termőhelye
egynyári,

## Felhasználása
Szárából kiváló, tartós textilszövetet készítenek.

## Története
Rostjából Egyiptomban, a Közel- és Közép-Keleten már a csiszolt kőkorszakban szövetet szőttek. Európában, az Alpoktól délre — amint ezt a Felső-Olaszországból és Svájc cölöpházaiból előkerült leletek igazolják — eleinte a többnyári és többszárú keskenylevelű lent használták ilyen célokra (ez a Kanári-szigetektől Palesztináig és a Kaukázusig terem).
A házi len először a Mediterráneum keleti részén és attól keletre terjedt el. Ennek jeleként az egyiptomi múmiák takarója is lenszövet volt; a régi sírokban lengubót és lenmagokat is találtak. Egyiptom, Fönícia és Júdea népe ruhát, sátrat, vitorlát stb. készített a len rostjából. Hérodotosz szerint a babilóniaiak lenből szőtt felső ruhát viseltek, Sztrabón szerint Borszippa lenfeldolgozó iparáról volt nevezetes. Gyógyhatását már az antik görögök és arabok is ismerték.
Európában a keskenylevelű lent először valószínűleg az Alpoktól északra váltotta fel, tehát azokon a tájakon, ahol annak termesztéséhez az éghajlat már túl hideg volt (a keskenylevelű lennek évelő gyökere van, amelyből több hajtás nő). Az Alpoktól délre  először Görögországban honosították meg. Homérosz többször említi a lent, a lenből szőtt ruhát Hérodotosz bujálkodó és fényűző női viseletnek tartotta. A Római Birodalomban először Plinius írt arról, hogy „a lent tavasszal vetik, ősszel pedig nyűvik”. Livius szerint már az i. e. 5. században szőttek belőle ruhákat. Az i. e. 4. században a szamniszok lenből készült fehér tunikát viseltek.  A korabeli fényűző lenruházkodás Cicero szerint is keletről ered. Nem sokkal ezután a germánok, kelták, szlávok és litvánok is elkezdték termeszteni, ezzel Európában általánossá vált.

## Betegségei, kártevői
A lenben nagyobb károkat csak a lenfojtó aranka (Cuscuta epilinum) és a lenrozsda (Melampsora lini) tesz. Ez utóbbi betegséget a Melampsora lini gomba okozza, és miatta a megtámadott növények rostjai törékenyek lesznek. Ez különösen Belgiumban (ahol a betegséget le feu vagy la brulure du lin néven ismerik) és Oroszországban okoz nagy károkat. Ugyancsak gyakori a lenen a Phoma herbarum nevű gomba. Ez apró feketés foltokban jelenik meg a növényen, de nem okoz jelentékeny kárt.